# 雅瓜里貝

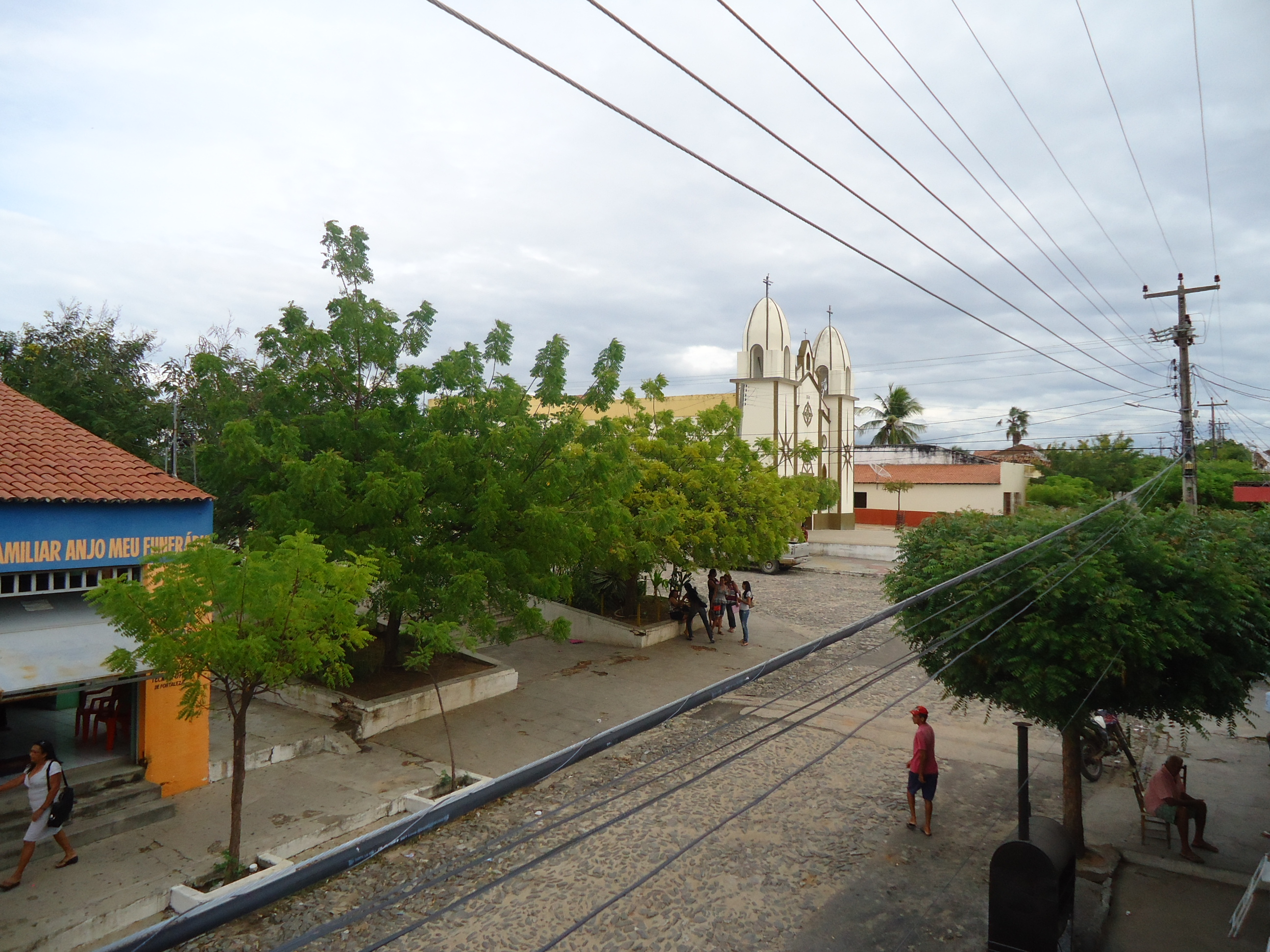
雅瓜里貝

雅瓜里貝（葡萄牙語：Jaguaribe），是巴西的城鎮，位於該國東北部，由塞阿臘州負責管轄，始建於1833年5月6日，面積1,877平方公里，海拔高度119米，2010年人口34,409，人口密度每平方公里18.33人。